# Atari ST

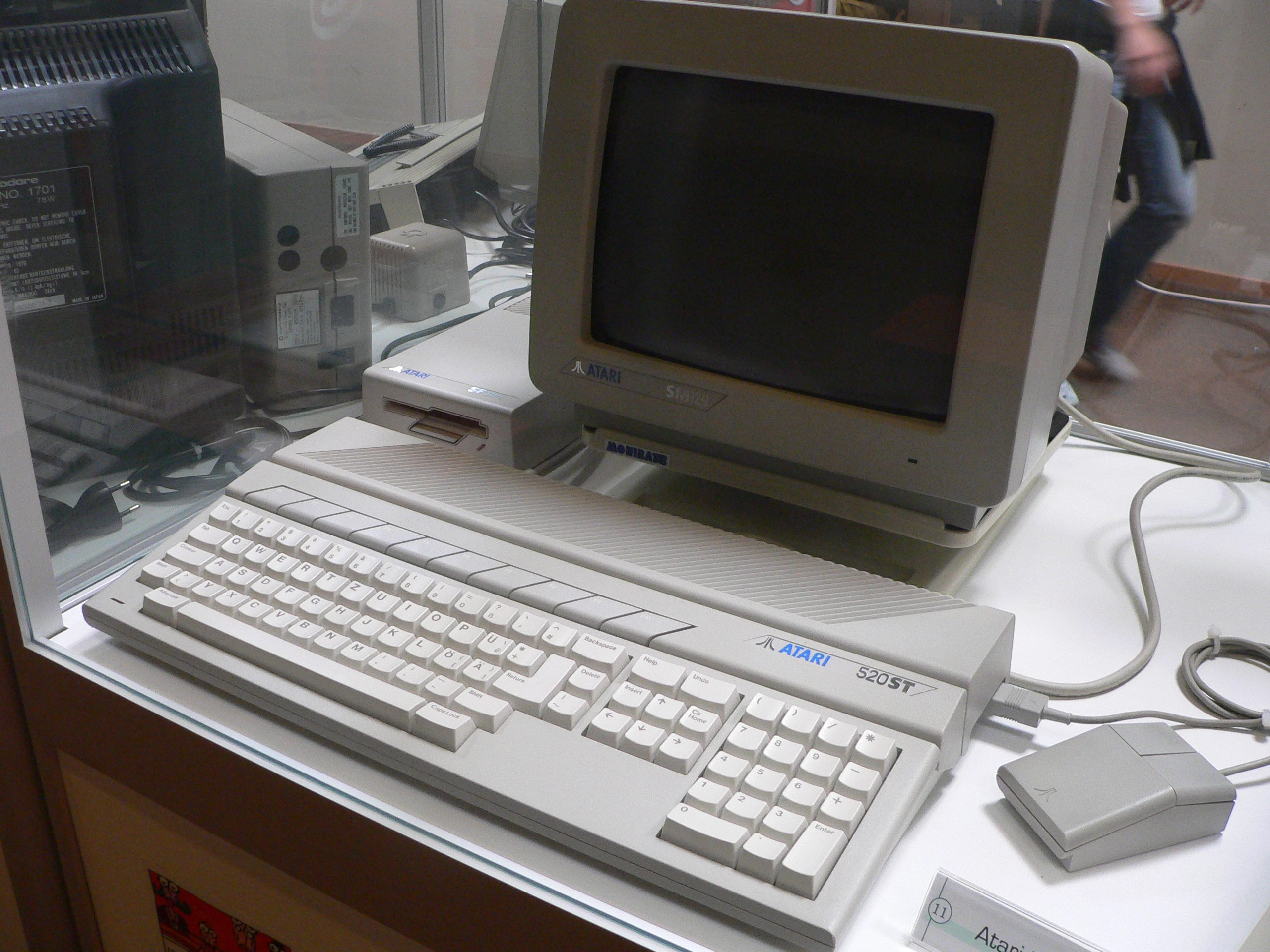
Atari 520 ST

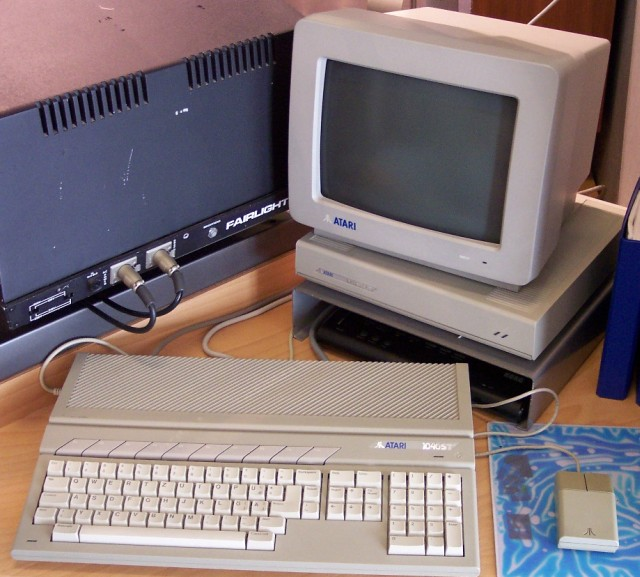
Atari 1040 STFM

Atari ST – linia komputerów domowych/osobistych zaprezentowana przez firmę Atari podczas targów CES w styczniu 1985 roku. Komputery tej rodziny standardowo wyposażone były w myszkę przeznaczoną do obsługi środowiska graficznego, co ówcześnie było nowością w świecie komputerów.
W procesie konstruowania komputera, rozpoczętym w maju 1984, inżynierowie firmy Atari zdecydowali, że zamiast „odkrywać Amerykę na nowo” należy znaleźć szybki mikroprocesor i w pełni wykorzystać jego możliwości, uzyskując przy tym jak najlepsze parametry wyświetlanej przez komputer grafiki i generowanego dźwięku, odciążając przy tym główną jednostkę obliczeniową od zadań przekazywanych innym, specjalizowanym układom. Zbudowany w laboratoriach Atari komputer miał również dysponować szerokimi możliwościami rozszerzania konfiguracji przez wyposażenie go w szereg interfejsów. W Polsce, komputer dystrybuowała sieć Pewex, od grudnia 1987 roku.
Litery „ST” są akronimem od angielskiej nazwy Sixteen/Thirty-two („szesnaście/trzydzieści dwa”) odzwierciedlającej architekturę użytego w ST procesora Motorola MC68000 oraz szerokość szyny danych.

## Parametry techniczne

### Procesor
Atari ST jest wyposażone w procesor Motorola MC68000, taktowany zegarem 8 MHz (16 MHz w MEGA STE).

### Szyna danych
ST ma szesnastobitową szynę danych, taktowaną zegarem 8 MHz.

### Możliwości graficzne
ST ma trzy tryby graficzne o następujących parametrach (rozdzielczość w pikselach):
- 320/200 w 16 kolorach z palety 512 (4096 STE) (ST-LOW), częstotliwość odchylania pionowego 50 lub 60 Hz, częstotliwość odchylania poziomego 15 kHz
- 640/200 w 4 kolorach z palety 512 (4096 STE) (ST-MED), częstotliwość odchylania pionowego 50 lub 60 Hz, częstotliwość odchylania poziomego 15 kHz
- 640/400 w czerni i bieli (ST-HIGH), częstotliwość odchylania pionowego 70 Hz, częstotliwość odchylania poziomego 30 kHz

#### Organizacja pamięci ekranu
Pamięć ekranu w ST może zaczynać się od dowolnego adresu, z dokładnością do 256 bajtów (4 bajty w STE). W każdym trybie graficznym ekran zajmuje 32 KB.
Pamięć ekranu jest zorganizowana w postaci wymieszanych planów.
Długość linii ekranu wynosi odpowiednio 160 bajtów (ST-LOW i ST-MED) lub 80 bajtów (ST-HIGH). W STE można ustawić praktycznie dowolną „wirtualną” długość linii ekranu i przesuwać widoczne okno z dokładnością do 1 piksela, dzięki czemu uzyskuje się szybki i płynny przesuw całego ekranu.

### Możliwości dźwiękowe
ST jest wyposażone w programowalny generator Yamaha YM2149. Ma on trzy kanały i możliwość sterowania obwiednią niezależnie dla każdego kanału, a także generowania szumów (sampli).
STE ma dodatkowo dwa przetworniki cyfrowo-analogowe o rozdzielczości 8 bitów i częstotliwościach próbkowania 6258 Hz, 12517 Hz, 25033 Hz oraz 50066 Hz. Próbki są w formacie „ze znakiem” i mogą być odgrywane stereo lub mono. Dane stereo są zorganizowane w pary po dwa bajty w następujący sposób (L – lewy kanał, P – prawy): LPLPLPLPLPLP. Długość próbki zawsze musi być parzysta. Przetworniki te są podłączone do układu zapewniającego regulację głośności (głównej i oddzielnie dla każdego kanału) oraz regulacje basów i sopranów. Posiada dodatkowe wyprowadzenie dźwięku w postaci 2 gniazd typu CINCH (stereo).
Oprócz tego ST ma dwa złącza standardu MIDI (MIDI-IN, MIDI-OUT) do komunikacji z zewnętrznymi syntezatorami i innymi urządzeniami, dzięki czemu zyskał ogromną popularność wśród profesjonalnych muzyków – przykładem może być polski zespół muzyczny Kombi, a konkretnie Sławomir Łosowski, który do tej pory korzysta w tym celu z komputera Atari ST. Komputery tej serii dzięki innowacyjnemu oprogramowaniu stawały się sekwencerami, które w łatwy sposób sterowały urządzeniami wyposażonymi w MIDI, np. wyrzutniami sztucznych ogni i innymi.

### Pamięć masowa
Komputery ST w wersji STF i STE były wyposażone we wbudowaną stację dysków o pojemności DS / DD (standardowo 720 KB), lecz zastosowany system operacyjny Atari TOS umożliwia sformatowanie i odczytywanie dyskietek o wyższej pojemności (do ok. 920 KB). Wszystkie modele mają złącze umożliwiające podłączenie zewnętrznej stacji dysków. Zastosowany kontroler WD1772 pozwala na obsługę do dwóch napędów.
ST ma złącze DMA przeznaczone do podłączenia urządzeń w standardzie ACSI (SASI – pierwotna wersja SCSI), a także drukarek laserowych i innych urządzeń.
W Mega STE i Stacy można opcjonalnie dołożyć  kontroler ACSI z adapterem do SCSI.

### Gniazda
ST ma następujące gniazda:
- gniazdo w standardzie Centronics,

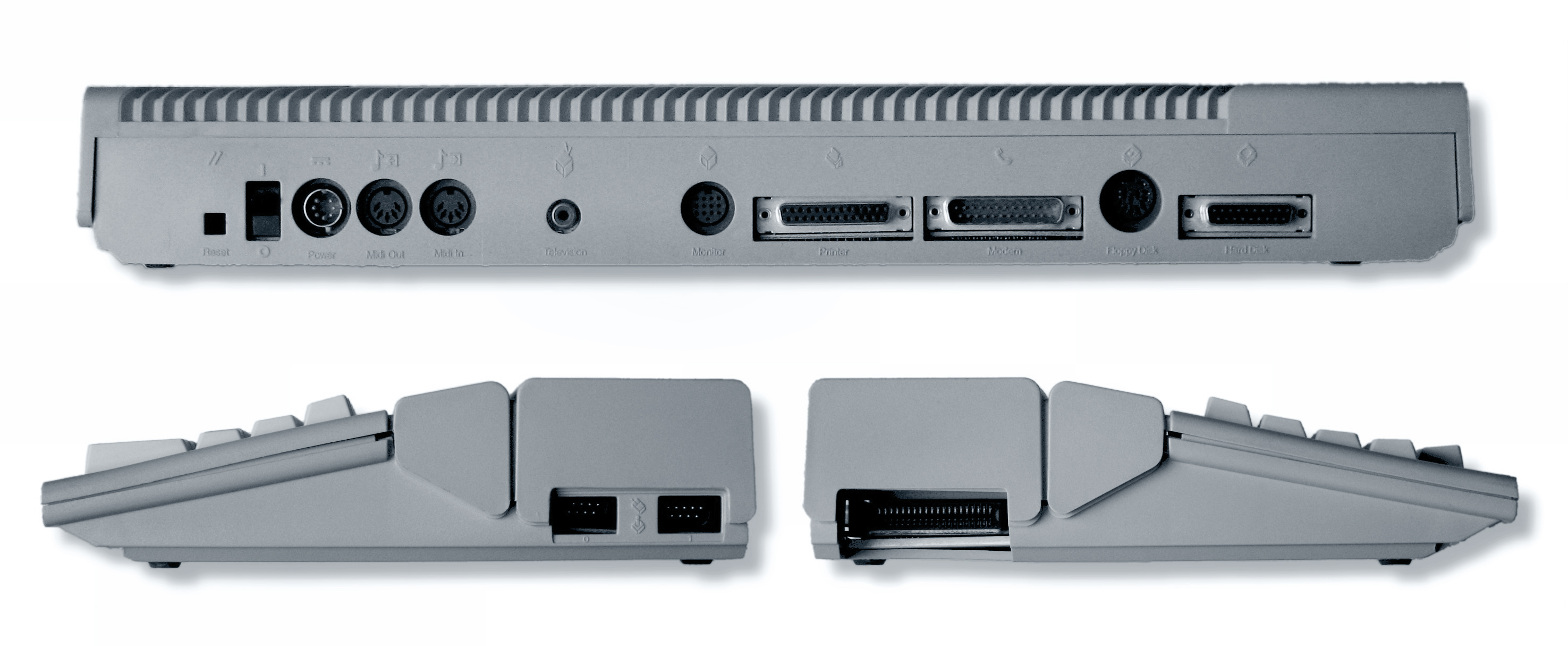
Złącza Atari 520 ST

- gniazdo w standardzie RS-232 C pracujące z maksymalną prędkością 19 200 bodów,
- gniazdo DMA (ACSI),
- gniazdo monitorowe,
- gniazdo dodatkowej stacji dysków,
- gniazdo antenowe (jedynie modele STM i STE),
- gniazdo MIDI IN i MIDI OUT,
- gniazdo „Cartridge”,
- dwa gniazda dżojstika, przy czym jedno może służyć zamiennie jako gniazdo myszy,
- STE: dwa gniazda audio chinch,
- STE: dwa piętnastopinowe gniazda dżojstika do podłączenia czterech dżojstików lub dwóch JagPadów,
- Mega STE: gniazdo w standardzie RS-232 C pracujące z maksymalną prędkością 115 200 bodów,

### Specjalizowane układy scalone
Układy zaprojektowane specjalnie dla ST.
- GLUE (Generalized Logic Unit) – jest układem, który niejako „skleja” inne w całość, generując niezbędne dla nich sygnały.
- MMU (Memory Mangment Unit) (MCU) – odpowiedzialny jest za komunikację z pamięcią. Decyduje, który z chętnych układów, będzie miał dostęp do szyny danych i kiedy wysyła dane obrazu do shiftera.
- Shifter jest układem generującym obraz
- w STE Shifter oraz DMA/Sound zostały zintegrowane w jednym chipie.
- Od czasów Mega ST Atari ST obsługuje BLiTTER (szczegółowy opis dla ST). Potrafi on szybko kopiować fragmenty pamięci odpowiadające prostokątom na ekranie przy zastosowaniu funkcji logicznych takich jak AND, OR, XOR, a także przesunięć bitowych. W późniejszych płytach 1040ST można było dodać Blitter a w STE był on montowany seryjnie.
- w STE GLUE oraz MMU zostały zintegrowane w jednym chipie GSTMCU.
- w późniejszych seriach STE GSTMCU oraz BLiTTER zostały zintegrowane w jednym chipie.
- W MEGA STE kontroluje dodatkowy port RS-232.

### Typowe układy scalone
Układy użyte w ST, lecz nie zaprojektowane specjalnie dla niego.
- Procesor Motorola MC68000
- WD1772 pełni funkcję kontrolera stacji dysków w ST,
- Nieliczne egzemplarze mają zgodny z WD1772 układ AJAX,
- MFP (Multi-Function Peripheral) MC68901 jest układem wejścia/wyjścia przeznaczonym do współpracy z MC68000, kontroluje między innymi port RS-232 oraz generuje przerwania dla procesora.
- ST zawiera dwa układy ACIA (Asynchronus Communication Interface Adapter). Jeden służy do komunikacji w standardzie MIDI, drugi natomiast zapewnia komunikację z klawiaturą.
- YM 2149 jest układem dźwiękowym z rodziny AY-3-8190.
- Procesor 6301 pełni funkcję kontrolera klawiatury, a także zapewnia obsługę myszy i dżojstików.
- STE ma LMC 1992. Układ ten umożliwia regulację głośności dźwięku, basów oraz sopranów.

### System operacyjny
Systemem operacyjnym Atari ST jest Atari TOS. W pierwszej wersji był on dostarczony na dyskietce; wszystkie późniejsze były zapisane w pamięci ROM, początkowo o pojemności 192 KB, później – 256 KB.

## Modele

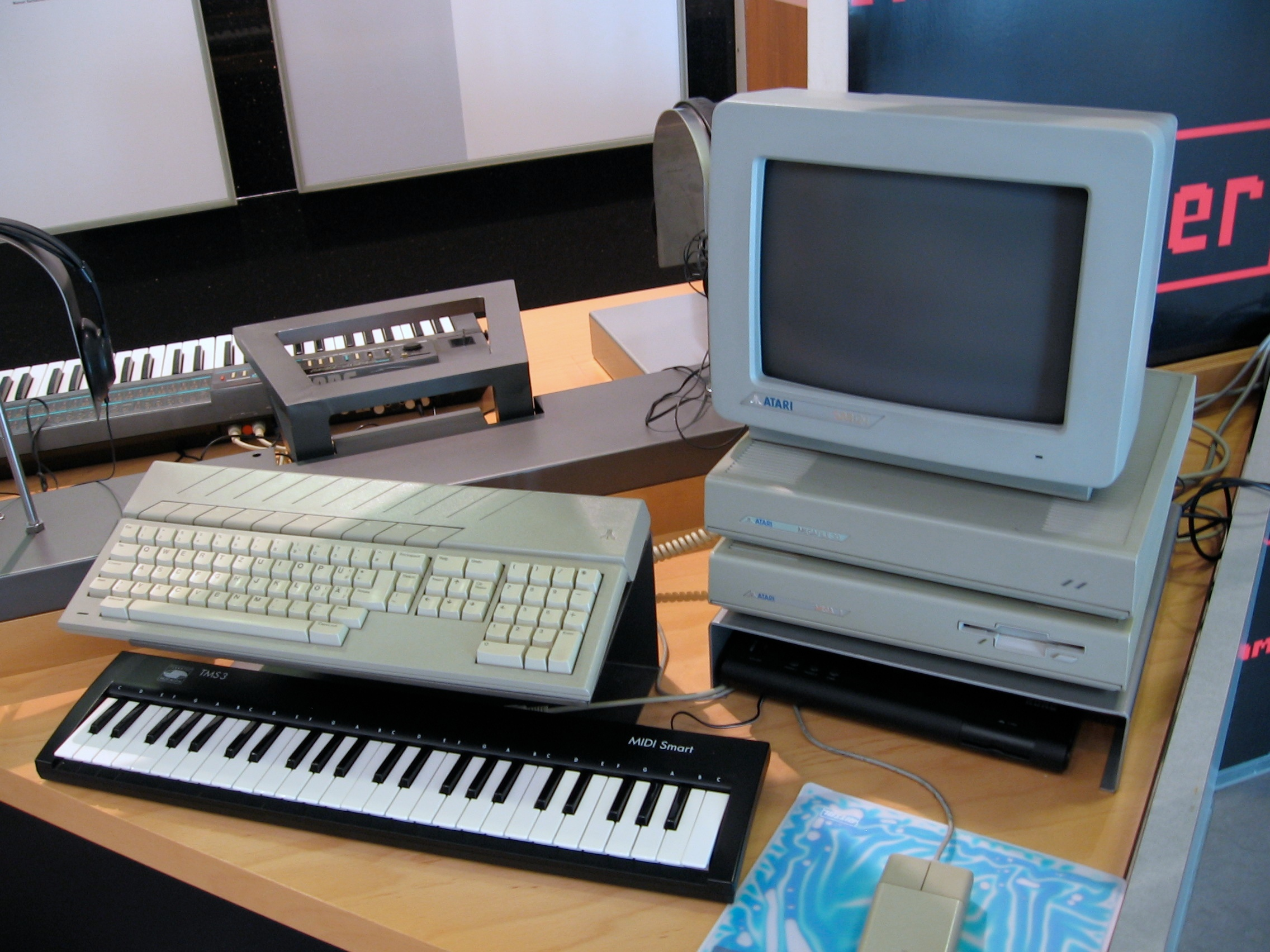
Mega ST

Wszystkie komputery linii mają bardzo zbliżone parametry. Różnice można odczytać z nazwy konkretnego modelu. Główne różnice to:
- Ilość pamięci (określana przez liczbę w nazwie modelu)
  - 130 ST – 128 KB RAM (model nigdy nie produkowany seryjnie, istniał jedynie jako prototyp i maszyna wystawowa),
  - 260 ST – 256 KB RAM,
  - 260 ST+ – 512 KB RAM,
  - 520 ST – 512 KB RAM,
  - 520 ST+ – 1024 KB RAM,
  - 1040 ST – 1024 KB RAM,
- Brak lub wbudowana stacja dysków 3.5' o pojemności SS DD (360 KB, wczesne modele STF i STFM) lub DS DD (720 KB, późniejsze modele STF i STFm oraz STE),
- Brak lub wbudowany modulator telewizyjny (modele STM i STFM oraz STE),

(przykładowe oznaczenie: Atari 520 STF)
Pozostałe komponenty (układy scalone) były niemal identyczne dla każdego modelu (aczkolwiek istniało kilka wersji płyt głównych).
Atari Mega ST ST, tak jak wiele innych komputerów ówcześnie produkowanych, produkowany był w odbudowie zintegrowanej z klawiaturą. Produkowana była także wersja MEGA ST w obudowie pizza desktop z podłączaną klawiaturą przeznaczona na rynek profesjonalny. Ilość pamięci było oznaczana dodatkową cyfrą (2, 4 lub brak w przypadku wersji 1 MB) oznaczającą ilość megabajtów. Ponadto MEGA ST jako pierwszy komputer serii ST ma Blitter oraz złącze rozszerzeń MEGABUS.
Atari STE (E to skrót od enhanced) dostępny był w dwóch wersjach (Atari 520 STE i Atari 1040 STE) różniące się jedynie wielkością pamięci. STE zawierało kilka ulepszeń:
- paleta kolorów rozszerzona do 4096,
- BLiTTER
- Ulepszony Shifter
- dwa przetworniki cyfrowo-analogowe o rozdzielczości 8 bitów i maksymalnej częstotliwości próbkowania 50066 Hz z możliwością regulacji basów, sopranów oraz głośności,
- 2 złącza D-SUB piętnastoigłowe dżojstika do podłączenia dwóch Enhanced Controllers, wiosełek analogowych lub czterech dżojstików cyfrowych.
- 2 stereofoniczne wyjścia dźwiękowe chinch,
- pamięć rozszerzalna modułami SIMM do maksymalnie 4 MB, w pierwszych wersjach były to moduły SIPP.
- TOS w wersji 1.62

Mega STE było wersją STE na rynek profesjonalny w obudowie desktop (podobnej jak Atari TT na pierwszy rzut oka różniącej się tylko kolorem), mającą następujące dodatki:
- procesor pracujący z prędkością 16 MHz (z możliwością programowego przełączenia do 8 MHz w celu zachowania pełnej kompatybilności).
- 16 KB pamięci podręcznej dla procesora (z możliwością wyłączenia w celu zachowania pełnej kompatybilności),
- złącze kart rozszerzeń w standardzie VME
- zegar czasu rzeczywistego
- nowa wersja TOS – 2.0

opcjonalnie:
- kontroler dysku twardego ACSI z adapterem do SCSI
- dysk twardy przeznaczony do współpracy z komputerami Mega ST (stąd nazwa), ale współpracujący ze wszystkimi modelami ST(E). Komunikacja z komputerem za pomocą interfejsu ACSI. Wewnątrz znajduje się kontroler ACSI ↔ ST506/412. Wyposażony w napęd MFM o pojemności 30 MB.
- gniazdo na koprocesor matematyczny MC68881

Atari STacy – pierwszy komputer przenośny,
Atari STBook – pierwszy laptop, oparty na procesorze MC68HC000, z wbudowanym kontrolerem IDE, dysk 40 MB, brak stacji dysków.
Atari 2080 STF – wersja zmodyfikowana przez lokalnego dystrybutora za zgodą firmy Atari, rozprowadzana jedynie w byłej Jugosławii oraz na Węgrzech; kilka egzemplarzy mogło trafić także do Polski. Miała 2 MB RAM.

## Prototypy
Prototypy, które nie weszły do seryjnej produkcji:
- Atari 130 ST – pierwszy planowany model ST,
- Atari ST Pad lub Atari STylus – Przenośne ST z pisakiem i monitorem dotykowym LCD zamiast klawiatury,
- Atari EST – niewiele o nim wiadomo ponad to, że miał podobno zawierać procesor Motorola MC68020 i kilka układów specjalizowanych w nowszych wersjach (m.in. Blitter-II),
- Atari 1040ST+ – zasadniczo Atari 1040 STFM z dodanym procesorem kompatybilnym z 386, niektóre źródła mówią też o dysku twardym (a więc i kontrolerze) 2.5' SCSI.
- Atari 2080 ST – prototyp z 2 MB RAM
- Atari 4160 ST – prototyp z 4 MB RAM
- CDAR 504 – CD-ROM,
- CDAR 505 – CD-ROM,

## Historia

### Powstanie
W styczniu 1984 Jack Tramiel po odejściu z firmy Commodore założył firmę Tramel Technology, gdzie rozpoczęto prace nad nowym komputerem. W czasie, gdy pod okiem Shiraza Shivji powstawał produkt, Tramiel podjął starania nad odkupieniem Atari od ówczesnego właściciela, firmy Warner, co zakończyło się zakupem. W tym czasie rozważano różne koncepcje, między innymi użycia jako procesora układu NS32032, lecz okazało się, że producent (National Semiconductor) nie był w stanie dostarczyć wymaganej ilości na czas. Decyzja o porzuceniu NS32032 okazała się o tyle szczęśliwa, że ostatecznie użyty mikroprocesor MC68000 jest od niego szybszy.
Szybko stworzono prototyp, który był bardzo zbliżony do finalnej konfiguracji. Starano się użyć jak najwięcej gotowych elementów, tak aby skrócić proces projektowania, a także zmniejszyć koszt wytworzenia.
W tym samym czasie rozpoczęto poszukiwania systemu operacyjnego dla nowo powstającego komputera. Z ofertą zgłosił się Microsoft oferując Windows, lecz przewidywany czas dostarczenia (2 lata) był nie do przyjęcia. Dostępny był CP/M-68K, ale odrzucono go z powodu niewystarczających możliwości. Inną możliwością był GEM (Graphical Environment Manager), produkt firmy Digital Research. Rozważano także napisanie własnego systemu operacyjnego, ale zostało to zarzucone z powodu zbyt wielkiego ryzyka.
Ostatecznie wybrano GEM, lecz Digital Research napisało go dla procesorów 8086 i nie było zainteresowane portowaniem go na 68000. Proces portowania został wykonany przez firmę Atari.
W efekcie na targach CES w 1985 roku, zaprezentowano pierwszy prototyp z GEM-em działającym „na” CP/M-68K. Ostateczna wersja zawiera zamiast CP/M-68K przeznaczony dla GEM-a GEMDOS, a cały system nosi nazwę Atari TOS.
Pierwszym modelem oferowanym na rynku było 520 ST. Nieco później zaoferowano 260 ST, lecz wycofano produkcję z powodu szybko spadających cen pamięci RAM.

### Złote lata
ST błyskawicznie zyskało popularność, zwłaszcza w Europie, a szczególnie w Niemczech. W 1985 roku zostało ogłoszone „Komputerem roku” przez magazyn komputerowy Chip.
Złote lata ST trwały mniej więcej do roku 1990. Programy takie jak Calamus i znakomity jak na ówczesne czasy monitor SM124 oraz, mniej popularny, SM144 tworzyły z ST tanie studio DTP.
Wbudowane złącza MIDI oraz programy takie jak Cubase spopularyzowały ST wśród muzyków do tego stopnia, że bywa on używany do dziś. Używają ST (i późniejszych modeli) m.in.:
- Vince Clarke (ERASURE)
- Fatboy Slim
- Mike Oldfield
- Jean Michel Jarre
- The Berzerker
- Peter Gabriel,
- Depeche Mode,
- Fleetwood Mac,
- Tangerine Dream,
- The Chemical Brothers,
- Orbital,
- Czesław Niemen
- Kazik Staszewski
- Michał Urbaniak
- Janusz Stokłosa
- Sławomir Łosowski – KOMBI

i wielu innych.
ST było także bardzo popularną platformą do gier. Początkowo wręcz przodował na tym polu. Wychodziły dla niego niemal wszystkie publikowane wówczas tytuły, w tym niektóre z tytułów jako ekskluzywne. Przykładowo Dungeon Master pojawił się najpierw dla ST i bił rekordy sprzedaży. Pod koniec lat 80. sytuacja jednak odmieniła się z powodu rosnącej popularności Amigi 500. Tytuły sprzedawały się nawet w stosunku 1 do 10 na korzyść Amigi. Na początku lat 90. większość z firm ograniczyła i w końcu zaprzestała wydawania tytułów dla Atari ST. Był to już okres, w którym producenci bardziej zainteresowani byli tworzeniem tytułów dla mającej zdecydowanie większy udział rynkowy Amigi. Wiele gier nie pojawiło się w ogóle na Atari, a takie firmy jak Team17, które zaczynały swoją działalność dopiero w latach 90. wcale nie decydowały się na wydawanie gier dla Atari ST/E ze względu na znacznie mniejszą liczbę użytkowników.

### Schyłek
O schyłek ST obwiniany jest głównie kiepski marketing firmy Atari, a w szczególności rodzina Tramielów rządzących w firmie żelazną ręką. Brak nowych modeli i rozczarowanie szumnie (Amiga Killer) zapowiadanym Atari STE, w czasie rosnącej konkurencji PC spowodował załamanie rynku i całkowite odejście dużych producentów oprogramowania.

### Obecna sytuacja
Po odejściu z rynku firma Atari nigdy nie wznowiła produkcji. Pozostałe w magazynach sztuki komputerów Falcon zakupiła firma C-LAB, które sprzedawała do wyczerpania zapasów pod własna nazwą C-LAB Falcon. Kontynuacji systemu podjęła się firma Milan, która zakupiła prawa do TOS-u i podjęła nieudaną próbę wprowadzenia komputerów na rynek. Powstał wprawdzie komputer (klon) Milan 040 oraz prototyp Milan 060, który miał być oficjalnym kontynuatorem komputerów z systemem TOS, nie wszedł jednak do seryjnej produkcji.
Istnieją projekty, mające na celu odtworzenie klasycznego Atari ST, a także Falcona w technologii FPGA – Suska, AtariFPGA.
W 2011 Atari ColdFire Project wyprodukowało komputer FireBee, oparty na procesorze ColdFire v4e, pracujący pod zmodyfikowanym systemie operacyjnym TOS, później EmuTOS oraz FreeMiNT.